# Corythalia parvula
Corythalia parvula là một loài nhện trong họ Salticidae.
Loài này thuộc chi Corythalia. Corythalia parvula được Elizabeth Maria Gifford Peckham & George William Peckham miêu tả năm 1896.